# Caloptilia scutellariella
Caloptilia scutellariella là một loài bướm đêm thuộc họ Gracillariidae. Nó được tìm thấy ở Ontario và Hoa Kỳ (Ohio và Michigan).
Ấu trùng ăn Scutellaria incana, Scutellaria galericulata, Scutellaria ovata và Scutellaria versicolor. Chúng ăn lá nơi chúng làm tổ.